# 洛克波特 (印地安納州)
洛克皮特（英語：Lockport）是位於美國印地安納州卡洛爾縣的一個非建制地區。該地的面積和人口皆未知。

## 地理
洛克皮特的座標為40°41′37″N 86°34′25″W / 40.69361°N 86.57361°W，而該地的平均海拔高度為179米（即587英尺）。